# Kameron Loe
Pour les articles homonymes, voir Loe.
Kameron David Loe (né le 10 septembre 1981 à Simi Valley, Californie, États-Unis) est un lanceur américain droitier des Ligues majeures de baseball. Il est présentement sous contrat avec les Diamondbacks de l'Arizona.

## Carrière

### Rangers du Texas

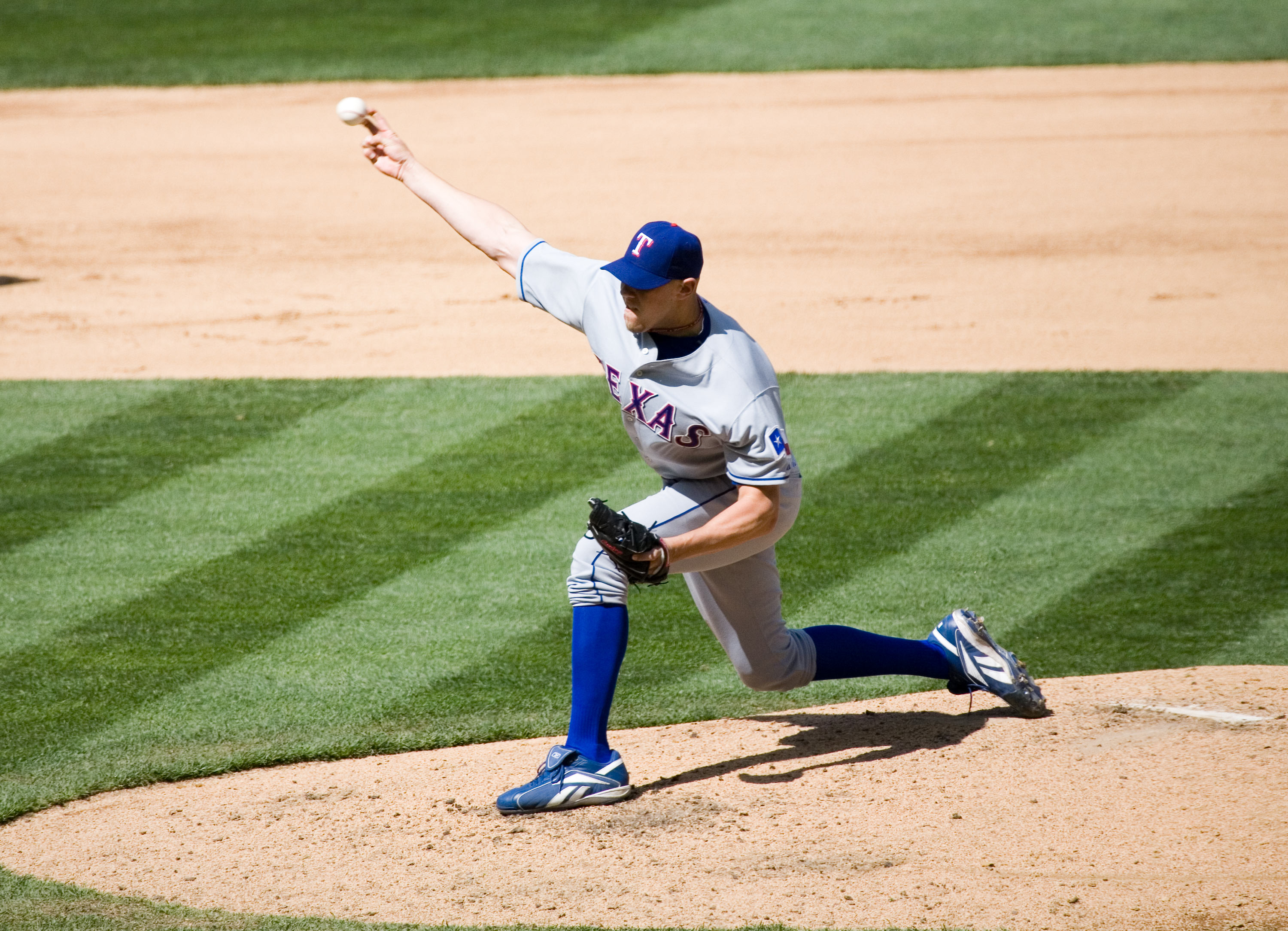
Kameron Loe lançant en 2007 pour les Rangers du Texas.

Kameron Loe est drafté en 20e ronde en 2002 par les Rangers du Texas. Il apparaît pour la première fois dans les majeures le 26 septembre 2004 comme lanceur de relève pour les Rangers face aux Mariners de Seattle. Trois jours plus tard, contre les Angels d'Anaheim, on lui confie la balle pour un premier départ.
Sans décision à ses deux sorties en 2004, Loe revient dans les majeures en mai 2005, et Texas l'utilise comme releveur dans 40 des 48 parties auxquelles il participe. Il remporte sa première victoire en carrière le 29 juin face aux Angels. Le 6 août contre Baltimore, il reçoit un sauvetage pour la première fois. Le droitier termine la saison avec neuf victoires et six défaites et une moyenne de points mérités de 3,42.
La saison 2006 voit Loe être utilisé comme partant dans les 15 rencontres où il apparaît pour Texas. Sa fiche est de 3-6 avec une moyenne élevée de 5,86. En 2007, il est partant dans 23 sorties sur 28, présente un dossier de 6-11 et une moyenne de 5,36.

### Japon
Appelé comme releveur dans à peine 14 parties des Rangers en 2008, Loe quitte les États-Unis pour le Japon et joue une année en NPB pour les Fukuoka SoftBank Hawks.

### Brewers de Milwaukee
En décembre 2009, il signe comme agent libre avec les Brewers de Milwaukee. Kameron Loe lance 58 manches et un tiers en 53 sorties durant la saison 2010 et fait bien au sein d'un groupe de releveurs autrement chancelant : sa moyenne de points mérités n'est que de 2,78 durant l'année.
Loe apparaît dans 72 parties de Brewers en 2011, son plus grand nombre de matchs joués en une saison dans les majeures. Il maintient sa moyenne à 3,50 points mérités accordés par partie en 72 manches lancées avec quatre victoires, sept défaites et un sauvetage. Il joue pour la première fois en séries éliminatoires. En deux sorties en relève et deux manches lancées, il n'accorde qu'un point non mérité aux Diamondbacks de l'Arizona en Série de division. Il accorde par contre six points, dont quatre mérités, sur dix coups sûrs en deux manches et un tiers lancées en trois matchs dans la Série de championnat de la Ligue nationale contre Saint-Louis.
En 2012, Loe effectue 70 présences en relève pour Milwaukee. Sa moyenne s'élève à 4,61 en 68 manches et un tiers lancées, avec six gains, cinq défaites et deux sauvetages.

### Mariners de Seattle
Le 12 février 2013, Kameron Loe signe un contrat des ligues mineures avec les Mariners de Seattle. Il effectue quatre présences en relève pour Seattle au tout début de la saison 2013, accordant 8 points mérités et 11 coups sûrs en seulement 6 manches et deux tiers lancées. Il remporte une victoire contre une défaite. 

### Cubs de Chicago
Les performances de Loe au début de la saison 2013 ne convainquent pas les Mariners de Seattle et le lanceur est soumis au ballottage et réclamé par les Cubs de Chicago le 14 avril. Il effectue 7 présences comme lanceur de relève avec ce club avant d'être libéré le 10 mai.

### Braves d'Atlanta
Il rejoint les Braves d'Atlanta le 11 mai 2013. Il amorce un match et ajoute 8 présences en relève mais sa moyenne de points mérités s'élève à 6,17 en 11 manches et deux tiers lancées, avec un gain et deux revers pour les Braves. Il termine sa saison 2013 avec une fiche de 2-3 et une moyenne de 7,09 en 26 manches et deux tiers de travail en 20 matchs au total pour les Mariners, les Cubs et les Braves.

### Saison 2014
Loe passe la saison 2014 à la recherche d'un poste dans les majeures. Le 13 janvier 2014, Loe signe un contrat des ligues mineures avec les Giants de San Francisco. Il est libéré par les Giants le 22 mars suivant, à quelques jours du début de la saison. Le 12 avril suivant, il rejoint les Royals de Kansas City, qui le libèrent à leur tour, sans l'avoir fait jouer, le 24 mai. Deux jours plus tard, il rejoint son ancien club, les Braves d'Atlanta, qui le libèrent le 30 juin. Le 4 juillet, il est mis sous contrat par les Diamondbacks de l'Arizona.